# Thiberville
Thiberville é uma comuna francesa na região administrativa da Normandia, no departamento de Eure. Estende-se por uma área de 7,97 km². Em 2010 a comuna tinha 1 808 habitantes (densidade: 226,9 hab./km²).